# لعربي حسني
لعربي حسني ، من مواليد 11 فبراير 1981 ، لاعب كرة قدم جزائري.
كان يلعب مع نادي اتحاد الجزائر والآن يلعب مع نادي أولمبي الشلف.

## روابط خارجية
- لعربي حسني على موقع قاعدة بيانات كرة القدم.إي يو (الإنجليزية)
- لعربي حسني على موقع ناشيونال فوتبول تيمز (الإنجليزية)